# Shannonomyia (Shannonomyia) reticularis
Shannonomyia (Shannonomyia) reticularis is een tweevleugelige uit de familie steltmuggen (Limoniidae). De soort komt voor in het Neotropisch gebied.